# Villanueva del Trabuco
Villanueva del Trabuco er en by og kommune i det sydlige Spanien i provinsen Málaga. Den har et indbyggertal på 5.410 (2024) indbyggere.